# Coyrière
Coyrière – miejscowość i gmina we Francji, w regionie Burgundia-Franche-Comté, w departamencie Jura.
Według danych na rok 1990 gminę zamieszkiwały 74 osoby, a gęstość zaludnienia wynosiła 18 osób/km² (wśród 1786 gmin Franche-Comté Coyrière plasuje się na 669. miejscu pod względem liczby ludności, natomiast pod względem powierzchni na miejscu 875.).